# Гейлсвілл (Меріленд)
Гейлсвілл (англ. Galesville) — переписна місцевість (CDP) в США, в окрузі Енн-Арундел штату Меріленд. Населення — 623 особи (2020).

## Географія
Гейлсвілл розташований за координатами 38°50′27″ пн. ш. 76°33′16″ зх. д. / 38.84083° пн. ш. 76.55444° зх. д. (38.840817, -76.554366).  За даними Бюро перепису населення США в 2010 році переписна місцевість мала площу 4,37 км², з яких 3,36 км² — суходіл та 1,01 км² — водойми.

## Демографія
Згідно з переписом 2010 року, у переписній місцевості мешкали 684 особи в 291 домогосподарстві у складі 215 родин. Густота населення становила 157 осіб/км².  Було 325 помешкань (74/км²).
Расовий склад населення:
| - 84,1 % — білих - 13,5 % — чорних або афроамериканців - 0,4 % — азіатів - 0,3 % — корінних американців |

До двох чи більше рас належало 1,5 %. Частка іспаномовних становила 1,9 % від усіх жителів.
За віковим діапазоном населення розподілялося таким чином: 12,0 % — особи молодші 18 років, 64,9 % — особи у віці 18—64 років, 23,1 % — особи у віці 65 років та старші. Медіана віку мешканця становила 52,9 року. На 100 осіб жіночої статі у переписній місцевості припадало 98,8 чоловіків;  на 100 жінок у віці від 18 років та старших — 98,0 чоловіків також старших 18 років.
Середній дохід на одне домашнє господарство  становив 85 716 доларів США (медіана — 63 295), а середній дохід на одну сім'ю — 76 592 долари (медіана — 64 545). За межею бідності перебувало 11,5 % осіб, у тому числі 100,0 % дітей у віці до 18 років та 3,5 % осіб у віці 65 років та старших.
Цивільне працевлаштоване населення становило 255 осіб. Основні галузі зайнятості: публічна адміністрація — 19,2 %, освіта, охорона здоров'я та соціальна допомога — 18,0 %, мистецтво, розваги та відпочинок — 17,6 %.